# Ménil-Vin

Ménil-Vin este o comună în departamentul Orne, Franța. În 1 ianuarie 2022 avea o populație de 48 de locuitori.